# Gare de Liart
Gare de Liart vasútállomás Franciaországban, Liart településen.

## Vasútvonalak
Az állomást az alábbi vasútvonalak érintik:
- Hirson-Amagne-Lucquy-vasútvonal

## Kapcsolódó állomások
A vasútállomáshoz az alábbi állomások vannak a legközelebb:
- Gare d’Hirson